# Infanterie-Regiment „von Borcke“ (4. Pommersches) Nr. 21

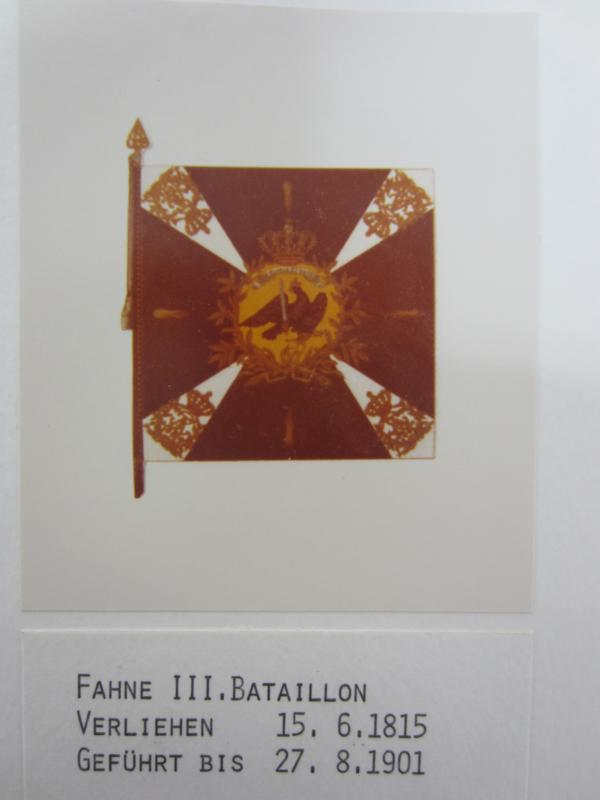

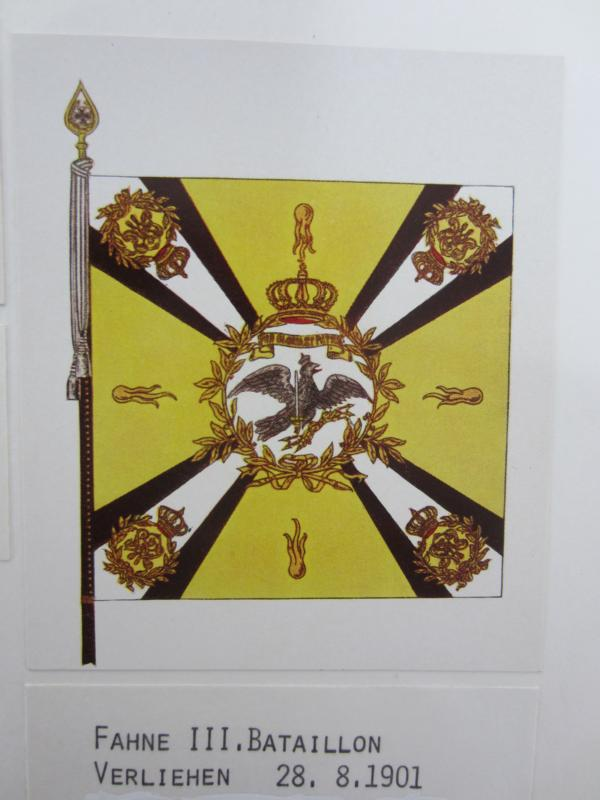

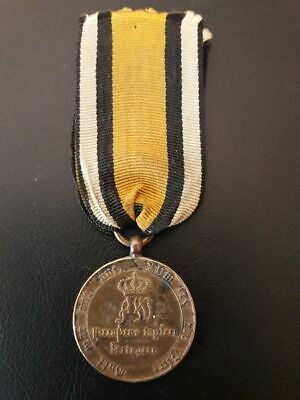
Kriegsdenkmünze 1813–14, dessen Band auch der Fahne verliehen wurde

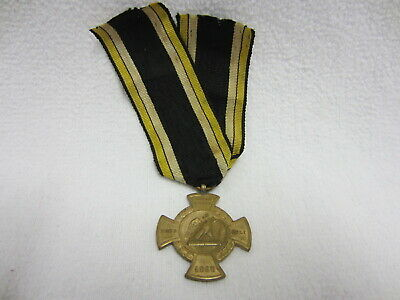
Erinnerungskreuz Königgrätz 1866, dessen Band auch der Fahne verliehen wurde

Das Infanterie-Regiment von Borcke (4. Pommersches) Nr. 21 war ein von 1813 bis 1919 bestehender Infanterieverband der Preußischen Armee.
Es ist das 21. Regiment der Heeresstruktur Preußens, die erweitert die des Norddeutschen Bundes und später des Deutschen Reiches (außer Bayern) wurde.

## Allgemeines

### Stiftungstag
- 1. Juli 1813[1]

### Gedenktage
- 21. Januar 1871: Tag von Dijon[2]
- 30. August 1914: Tag von Tannenberg[3]

### Regimentsmärsche
- Parademarsch: Fridericus-Rex-Grenadiermarsch (AM II, Nr. 198)[4][5]
- Präsentiermarsch: Pepita-Marsch (AM II, Nr. 160)[6][5]

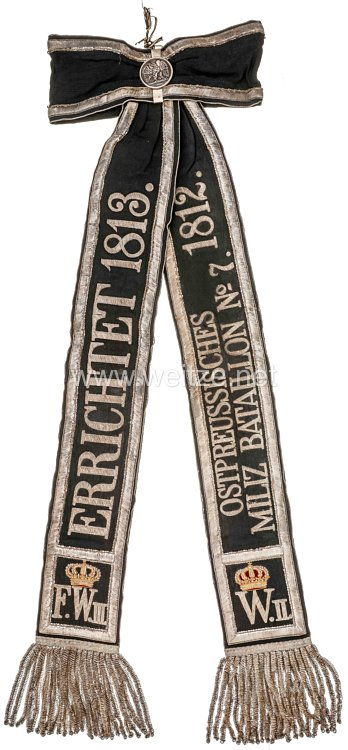
Säkularband, wie es 1913 zum 100-jährigen Bestehen des Regiments den Fahnen verliehen wurde, hier als Beispiel eines ostpreuß. Regiments. Bei IR 21 stand auf den unteren Bändern „Pommersches Miliz Bataillon Nr. 4“ bzw. Nr. 5 bzw. Nr. 2

## Geschichte

### Formierung und Befreiungskriege
Durch Allerhöchste Kabinettsorder (A.K.O.) vom 20. Dezember 1812 und 12. Januar 1813 sollte die preußische Armee durch neue Miliz-Bataillone in der Kriegsstärke der Linien-Bataillone vermehrt werden. Dazu wurde z. B. in der Provinz Pommern aus neuen Rekruten und Stammpersonal der Linien-Bataillone des 1. Pommerschen Infanterie-Regiments, des Colbergschen Infanterie-Regiments sowie des pommerschen Grenadierbataillons Nr. 8 die Miliz-Bataillone Nr. 1 bis 8 geschaffen. So auch entstand aus Grenadieren in Colberg das später nach Wollin verlegte Miliz-Bataillon Nr. 4, aus Musketieren des 2. Bataillon des Colbergschen Regiments das später nach Greiffenberg verlegte Miliz-Bataillon Nr. 5 und aus Füsilieren ebenfalls des Colbergschen Regiments in Cörlin das Miliz-Bataillon Nr. 2. Diese wurden während ihres Einsatzes bei der Belagerung der Festung Stettin, die von aus Russland rückfließenden französischen Truppen besetzt worden war, dann in Reserve-Bataillone Nr. 1, 2 und 4 des Colbergschen Regiments umbenannt. Durch Kabinettsorder vom 1. Juli 1813 wurde aus diesen 1., 2. und 4. pommerschen Reserve-Bataillonen des Colbergschen Infanterie-Regiments Nr. 9 das I., II. und Füsilier-Bataillon des neuaufgestellten 9. Reserve-Infanterie-Regimentes gebildet, welches nach einer weiteren Kabinets-Ordre vom 12. Juli zusammen mit dem Colbergschen Infanterie-Regiments Nr. 9 der 6. Brigade des III. Armeekorps unterstellt wurde. Die Vereinigung des Regiments geschah bei Berlin am 7. August 1813., Das Regiment nahm an den Befreiungskriegen 1813–1815 teil und kämpfte bei Großbeeren (23. August 1813), Dennewitz (6. September), Leipzig (I. Bataillon, 18. Oktober) Arnheim (30. November), Fort St. Andreas (14. Dezember), 11.–13. Januar und 1.–2. Februar 1814 vor Antwerpen (I. und Füsilier-Bataillon), Herzogenbusch (26. Januar 1814), 9. März 1814 bei Laon (I. und Füsilier-Bataillon), 16.–30. März 1814 vor Soissons und 1. April 1814 bei Compiègne.
Bei Wiederausbruch des Krieges 1815 wurde durch Umorganisation der Armee das III. zum II. Armee-Korps und das 9. Reserve-Regiment der 8. Brigade unterstellt., Es war bei Ligny (16. Juni 1815) Wawre (18. Juni), vor Mariembourg und Philippeville (24. Juni bis 21. Juli 1815), vor Givet (22. Juli bis 29. August 1815) und bei Médy-Bas (15. September 1815).
Am 15. Juni 1815 erfolgte die Verleihung dreier neuer Linienfahnen nebst dem Band der Kriegsdenkmünze 1813/14 durch Allerhöchste Kabinettsorder, am 30. September 1815 die Nagelung der Fahnen aller neuaufgestellten Regimenter des II. Armee-Korps in der Wohnung des Prinzen August von Preußen in Givet.

### Westpreußen und Posen
1830–32 war das Regiment aufgrund der Cholera-Pandemie und geflohener polnischer Aufständischer aus Russisch-Polen in Westpreußen im Einsatz. 1846–51 zur Bekämpfung polnischer Unruhestifter in Posen. Hierbei nahm es an den Gefechten am 22. April 1848 in Strelno und am 2. Mai 1848 in Sokolowo teil.

### Heeresreform
Zur Aufstellung seines Tochterregiments, des 8. Pommerschen Infanterie-Regiments Nr. 61, erfolgten starke Abgaben an Personal an dieses (5. Mai 1860). Mit diesem nun sogenannten Schwesterregiment wurde die 8. Infanterie-Brigade gebildet. Es blieb bis 1890 mit ihm in dieser Brigade vereint, ab 1890 in der 70. Infanterie-Brigade im XVII. Armee-Korps.

### Deutsch-Dänischer Krieg
1864 während des Deutsch-Dänischen Krieges stand das Regiment an der Grenze zum Kaiserreich Russland zur Sicherung aufgrund des dortigen polnischen Aufstandes.

### Deutscher Krieg

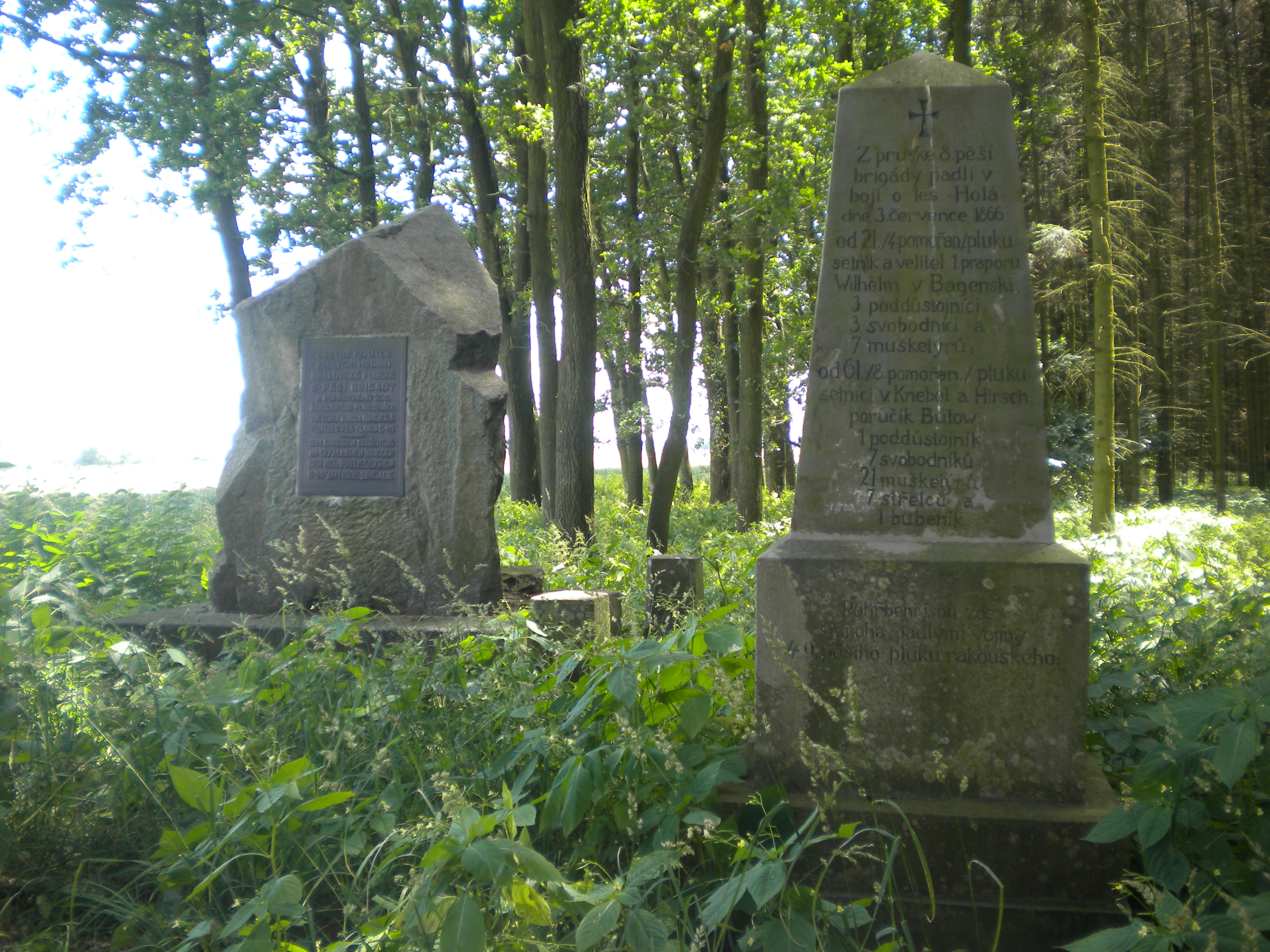
Denkmal im Wald von Sadowa zur Grabstätte für die 1866 Gefallenen der 8. Brigade (Regimenter 21 und 61)

Zu Beginn des Kriegs gegen Österreich und seine Verbündeten wurde am 11. Juli 1866 aus dem Ersatz-Bataillon ein IV. Bataillon gebildet, welches bei Kriegsende aufgelöst wurde. Während des Krieges wurde die 8. Infanterie-Brigade der 4. Infanterie-Division im II. Armee-Korps und mit diesem der 1. Armee, welches unter dem Kommando Prinz Friedrich Karl stand, unterstellt. Teilnahme an der Schlacht bei Königgrätz (3. Juli 1866). Unter der Fahne des I. Bataillons fiel Sergeant Steckmann sowie der Bataillonskommandeur Hauptmann von Bagenski.
Am 27. September 1866 erfolgte die Abgabe der 9., 13., 14. Kompanie an das Infanterie-Regiment Nr. 76. Hamburg war wie andere norddeutsche Staaten Mitglied des Norddeutschen Bundes, seine Truppen in die preußische Heeresstruktur eingegliedert.
Das am 20. September durch König Wilhelm I. gestiftete Band zum Königgrätz-Erinnerungskreuz mit Schwertern wurde am 12. Dezember 1866 allen drei Fahnen verliehen.

### Deutsch-Französischer Krieg
Während des Deutsch-Französischen Krieges 1870/71 unterstand die 8. Infanterie-Brigade weiterhin der 4. Infanterie-Division des II. Armee-Korps, welches der 2. Armee Prinz Friedrich-Karls unterstellt war., Das Regiment focht bei Gravelotte-St. Privat (18. August 1870) stand vom 18. August bis 27. Oktober 1870 vor Metz, vom 3. November 1870 bis 3. Januar 1871 vor Paris, nahm am 16. Januar 1871 am Gefecht um Avallon, und an den Kämpfen um Dijon (21. bis 23. Januar 1871) teil. Hierbei war es mit dem 8. Pommerschen Infanterie-Regiment Nr. 61 in der selbständig operierenden 8. Infanterie-Brigade (Brigade Kettler) vereint zur Bindung der weit überlegenen Vogesen-Armee Garibaldis an Dijon durch deren Belagerung. Gefechte bei Talant Plombieres (22. Januar) und Pouilly (23. Januar). Dadurch wurde der Südarmee von Manteuffels der Vormarsch gegen die französische Hauptmacht und deren schließliche Vernichtung gedeckt. Bei der nach Eintreffen der Verstärkung anschließenden Einnahme Dijons bilden das Regiment die Spitze des Einmarsches der deutschen Truppen.
Am 16. Juni 1871 erhielten alle drei Fahnen das Eiserne Kreuz in der Spitze anstelle des Monogramms „FWR“ des Stifters König Friedrich Wilhelm III. Die Fahnenringe mit der Inschrift „XXI. J. R.“ wurden am 15. November 1876 durch neue mit der Inschrift „J.R. No. 21. I. B.“ (bzw. II. B. bzw. FB) ersetzt.

### Blütezeit des Kaiserreichs
Die 3. Kompanie wurde am 1. April 1881 sowie am 1. April 1887 die 10. Kompanie an das Infanterie-Regiment Nr. 129 abgegeben.
An seinem Geburtstag am 27. Januar 1889 verlieh Kaiser Wilhelm II. dem Regiment den Ehrennamen „von Borcke“.
1890 erfolgte die Unterstellung unter das neuaufgestellte XVII. Armee-Korps in Danzig. Gemeinsam mit dem Infanterie-Regiment „von der Marwitz“ (8. Pommersches) Nr. 61 bildete es nun die 70. Infanterie-Brigade in der 35. Division.
Das am 2. Oktober 1893 errichtete IV. (Halb-)Bataillon wurde am 1. April 1897 an das Infanterie-Regiment Nr. 176 abgegeben.
An der Niederschlagung des Boxeraufstandes 1900 in China nahmen ein Offizier und sieben Unteroffiziere sowie am Hereroaufstend 1904/05 in Deutsch-Südwestafrika ein Unteroffizier und 15 Mann teil.
1901 wurden die drei 1815 erhaltenen Regimentsfahnen durch neue ersetzt nach dem Muster 1890 in Armeekorpsfarbe. Nagelung und Weihe war am 16. September, die Übergabe erfolgte an alle Regimenter des XVII. Armee-Korps durch den Kaiser anlässlich Kaiserparade in Danzig.
Die 10. Kompanie wurde zur Aufstellung des III. Bataillons des Infanterie-Regiments Nr. 146 am 1. Oktober 1905 abgegeben.
1909 erschoss sich die 2. Kompanie den Kaiserpreis, 1913 die 12. Kompanie.
1910 wurde die vormalig dem Pommerschen Jäger-Bataillon „Fürst Bismarck“ Nr. 2 in Kulm zugehörige Maschinengewehr-Abteilung Nr. 4 dem I. Bataillon unterstellt.
Anlässlich des 100-jährigen Bestehens am 1. Juli 1913 erhielten die Fahnen das Säkularband.

### Erster Weltkrieg
Am 2. August 1914 wurde das Regiment gemäß Mobilisierungsplan mobilisiert, das 1. Ersatz-Bataillon sowie zwei Rekruten-Depots aufgestellt. Aus dem 1. Ersatz-Bataillon des Regiment, aufgestellt in Thorn, wurde später das I. Bataillon des Ersatz-Infanterie-Regiments Keller, dann das I. Bataillon des Infanterie-Regiments Nr. 375. Ferner wurde in Thorn ein 2. Ersatz-Bataillon aufgestellt sowie das 2. Ersatz-Bataillon des Reserve-Infanterie-Regiments Nr. 21.
Bei Ausbruch des Krieges bildete der Verband mit dem Infanterie-Regiment „von der Marwitz“ (8. Pommersches) Nr. 61 weiterhin die 70. Infanterie-Brigade der 35. Infanterie-Division des XVII. Armee-Korps und wurde innerhalb der 8. Armee in Ostpreußen eingesetzt. Es nahm an den Schlachten bei Gumbinnen, und Tannenberg teil, wo es bei der Vernichtung der Narew-Armee am 30. August 1914 allein 12.400 Gefangene, darunter drei Generäle, machte und 69 Geschütze erbeutete, sowie an den Masurischen Seen wonach auch die restlichen russischen Truppen der Wilna-Armee aus Ostpreußen vertrieben wurden.
1914/15 war es am Feldzug in Polen (Warschau), Lodz, und Lowicz beteiligt. 1915 schied das Regiment aus 35. Infanterie-Division aus und wurde der neuaufgestellten 105. Infanterie-Division zugeteilt. Es nahm am Sommerfeldzug in Galizien (Durchbruchsschlacht von Gorlice-Tarnow) und danach am Feldzug in Serbien teil. Anfang Dezember 1915 schied die 105. Infanterie-Division aus der Heeresgruppe Mackensen aus zum Einsatz in Bulgarien. Das Regiment verlegte nach dem am Schwarzen Meere gelegenen Varna und wurde zum Küstenschutz der bulgarischen 3. Armee unterstellt. Im Juni 1916 brachen das II. und III. Bataillon sowie die MG-Kompanie zum erneuten Feldzug in Galizien auf (Kutyska, Dryszczow). Das I. Bataillon (Major Frithjof von Hammerstein-Gesmold) war ab Mitte Juli am Feldzug gegen Rumänien (Tutrakan, Topraisar, Constanza) beteiligt.
Die 10. Kompanie wurde am 1. Oktober 1916 als neue 4. Kompanie an das neuaufgestellte Infanterie-Regiment Nr. 426 abgegeben, weitere Truppenteile zur Bildung des Infanterie-Regiments Nr. 427.
Vom 17. September 1916 bis 7. November 1917 wurde die 105. Infanterie-Division in Kurland (Mitau, Üxküll, Jakobstadt) eingesetzt. Im November folgte die Verlegung der gesamten Division an die Westfront. Am 7. September 1918 kam es zur Bildung einer eigenen Minenwerfer-Kompanie des Regiments aus Teilen der Minenwerfer-Kompanie 105.
Nach dem Waffenstillstand von Compiègne erfolgte bis Ende Dezember 1918 der Rückmarsch des Verbandes in seine Thorner Garnison. Das Regiment hatte 1919 Abwehrkämpfe gegen polnische Aufständische um die Festung Thorn zu bestehen. Am 13. März 1919 erfolgte die Umwandlung zum „Freiwilligen-Infanterie-Regiment von Borcke Nr. 21“ und die Eingliederung als Freiwilligen-Regiment in den Grenzschutz Ost. Ab 22. Oktober 1919 bis Anfang 1920 nahmen Teile des Regiments (III. Bataillon, Major Kurz) an Kämpfen im Baltikum auf weißrussischer Seite teil, der Rest verteidigte die neue Reichsgrenze im Raum Baldenburg-Schlochau (Westpreußen). Anfang 1920 mussten die letzten 21er ihre alte Garnisonsstadt Thorn verlassen. Die nun heimatlos gewordenen Formationen des XVII. Armeekorps wurden mit dem IX. Armeekorps vereinigt. Das Regiment ging als III. Bataillon im Schleswig-Holsteinischen Schützen-Regiment 18 der vorläufigen Reichswehr mit Garnison Rendsburg auf. Das Bataillon verblieb bis Anfang März 1920 an der Ostgrenze und marschierte dann über Pommern und Mecklenburg, wo es im Raum Wismar zur Unterdrückung kommunistischer Aufstände eingesetzt wurde, nach Schleswig-Holstein. Mit der Zusammenstellung der neuen Reichswehr am 1. September 1920 bildeten die alten 21er die 11. Kompanie des 6. Preußischen Infanterie-Regiments mit Garnison in Flensburg.

### Tradition
Die Tradition übernahm in der Reichswehr durch Erlass des Chefs der Heeresleitung General der Infanterie Hans von Seeckt vom 24. August 1921 die 11. Kompanie des 6. Infanterie-Regiments in Flensburg. In der Wehrmacht führte das III. Bataillon des Infanterie-Regiments 25 in Arnswalde (die frühere Garnison des Füsilier-Bataillons) und in der Bundeswehr seit September 1963 das Panzer-Bataillon 83 in Lüneburg (Patenstadt von Thorn) fort.
Die Fahnen des Regiments wurden nach 1918 wie die der anderen pommerschen Regimenter in das Provinzialmuseum in Stettin verbracht. Nach Verlust Ostdeutschlands und Vertreibung der deutschen Bevölkerung 1945 sind die meisten von ihnen verschollen, die des I. Bataillons befindet sich im Foyer der militärhistorischen Sammlung der Infanterieschule der Bundeswehr in Hammelburg.
Das Motto des Regiments, „Zage nie“, geht auf Oberst Eduard von Reckow zurück, der seine Truppen mit den Worten ermutigte: „Habt Vertrauen in Gott und zagt nie, meine Kinder“. Im Laufe der Zeit begannen die Offiziere des 9. Reserve-Infanterieregiments, ihn als „Zage nie“ zu bezeichnen, und schließlich setzte sich dieser Spitzname unter den Soldaten durch. Andere Einheiten begannen dann, das gesamte Regiment „Zage nie“ zu nennen.

## Uniform
Zunächst wurden graue Tuchanzüge und -mützen getragen, da nicht genügend Uniformen vorhanden waren.
Im Juli 1813 wurden Uniformen englischer Herkunft geliefert, wobei das I. Bataillon dunkelblaue Röcke mit grünen Kragen, Ärmelaufschlägen, Schulterklappen und Schößen erhielt, das Lederzeug weiß und die Knöpfe silber. Das II. Bataillon dagegen dunkelblaue Röcke mit roten Kragen, Ärmelaufschlägen, Schulterklappen, weißen Schößen und schwarzem Lederzeug, das 3. Bataillon grüne Röcke mit schwarzen Kragen, Ärmelaufschlägen, Schulterklappen, Schößen und schwarzem Lederzeug. Dazu gab es entsprechend englische Tschakos, blaue Hosen und graue Mäntel. Die von England gelieferten Uniformen waren an sich für die in Spanien kämpfenden englischen Truppen bestimmt, die Lieferungen aber verwechselt worden.
Die Unteroffiziere erhielten wollene Schärpen.
Offiziere trugen die Uniformen der preußischen Linieninfanterie mit den pommerschen Provinzialabzeichen, also weiße Kragen und Ärmelaufschläge, dazu graue Überröcke und graue Hosen mit roter Biese. Ansonsten war wie schon in der altpreußischen Armee die silbern mit schwarzen Durchzügen gewirkte Schärpe und der Degen bzw. Säbel die Attribute des Offiziers. Auf Befehl des kommandierenden Generals des 3. Armeekorps, GenLt. v. Bülow, hatten die Offiziere die weißen Kragen und Ärmelaufschläge mit Tuch in der Farbe ihrer Bataillone zu überziehen. Dieses sollte für Paraden abnehmbar sein.

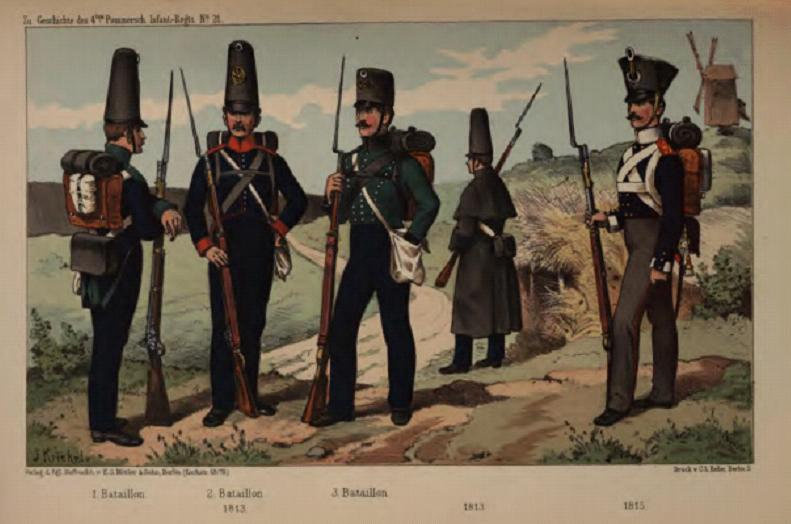
Uniformtafel 1

1814 wurden die Mannschaftsmonturen nach preußischem Schnitt (Kragen und Ärmelaufschläge weiß (für Provinz Pommern), rote Schulterklappen, goldfarbene Knöpfe, Lederzeug II. Bataillon wie bei I. Bataillon weiß, Füsilier-Bataillon weiterhin schwarz) geändert. Die hohen, wie Zuckerhüte aussehenden englischen Tschakos wurden durch Pappdeckel, Watte und Wachsleinwand nach preußischem Muster geändert.
November 1816 wurden in Fortfall der Provinzialabzeichen die Kragen der Uniformen rot, die Ärmelaufschläge weiß mit Patten in dunkelblauer Farbe des Rockes und die Schulterklappen hellblau. Dazu kamen graue Hosen und französische Tschakos. Ab 25. März 1817 wurden durch AKO die Ärmelpatten weiß und die Schulterklappen rot bestimmt. Die dunkelblauen Uniformen waren knapp geschnitten mit kurzen rotgefütterten Schößen, hohen Stehkragen, vorne mit zwei Reihen von acht gelben Knöpfen. Ferner erhielt das Regiment nun preußische Tschakos, für den kleinen Dienst aus grauem Tuch Schirmmützen mit Kinnriemen und wachsleinenem Überzug. Die blauen Feldmützen ohne Schirm durften nur außer Dienst, von Offizieren im Biwak und auf Jagden getragen werden. Für die Unteroffiziere wurden goldene Tressen an Kragen und Aufschlägen eingeführt. Der Besatz an den Offiziershosen bestand aus einer roten Biese an der Hosennaht und breiten roten Streifen zu beiden Seiten der Biese (welche 1832 wieder fortfielen, außer bei Generalen).

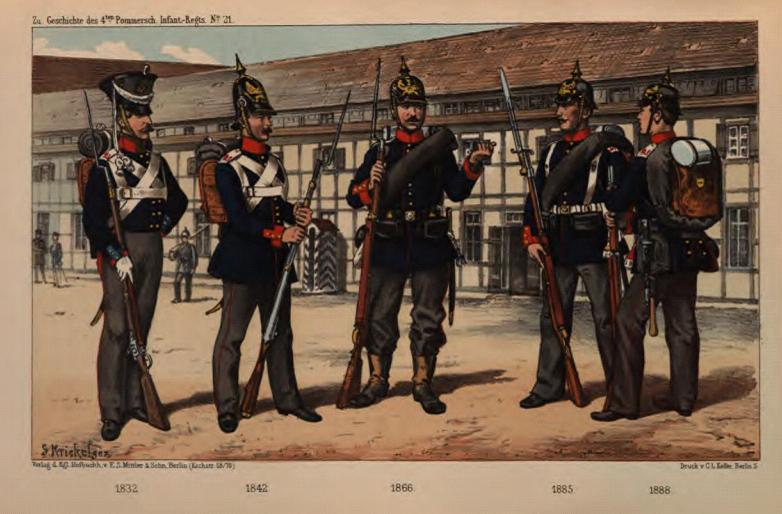
Uniformtafel 2

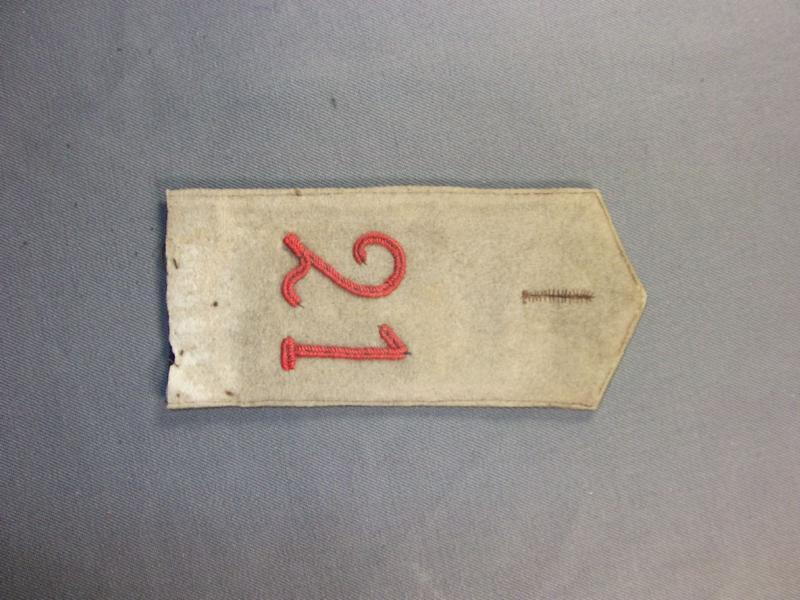
Schulterklappe für Mannschaften und Unteroffiziere, Oberseite weiß für I., II., IX. und X. Armee-Korps, IR 21 bis 1890

Ab 11. April 1818 wurde für den dunkelblauen Uniformrock ein roter Kragen, rote Ärmelpatten ohne Paspel und weiße Schulterklappen für das II. Armee-Korps eingeführt. Dieses System blieb nun bis 1914 und fand sich ab 1907 auch bei den grauen Felduniformen wieder, wenngleich nur noch als Vorstöße entsprechender Farbe.
Anlässlich des 10-jährigen Jahrestages der Schlacht bei Belle-Alliance (für Engländer: Waterloo) stiftete am 18. Juni 1825 seine Majestät König Friedrich-Wilhelm III. das Dienstauszeichnungskreuz für 25-jährige treue Dienstzeit der Offiziere sowie die Dienstauszeichnung in drei Klassen für 21-, 15- und 9-jährige Dienstzeit für Unteroffiziere und Mannschaften.
1843 wurden Dienstjacke und Tschakos abgeschafft und ein Waffenrock mit abgerundetem Stehkragen und einer Reihe von acht Knöpfen vorn, ein Lederhelm mit Spitze, Messingadler und Kokarde in den preußischen schwarz-weißen Farben an der Seite sowie eine Drillichjacke eingeführt. Letztere sollte für den Innendienst und bei großer Kälte unter dem Waffenrock getragen werden. Dienst- und Feldmütze erhalten eine schwarz-weiße Kokarde. Bei den Offizieren fiel der Federhut weg, die Überröcke sollten aufgetragen werden. Bei dem Regiment kam die Neuerung erst 1845 zur Ausführung.
Bei dem Herbstmanöver des II. Armeekorps in Stargard 1845 trug das Regiment bereits die neue Bekleidung. Das Füsilier-Bataillon (wie auch die drei anderen Füsilierbataillone und das Jäger-Bataillon des II. AK) erschien dabei erstmals mit dem neuen Gepäck nach Virchow. Hierbei wurden Säbel- und Patronentaschenriemen nicht mehr über Kreuz getragen, sondern an einem Leibriemen mit Koppelschloss wurden die Tornisterriemen vorn eingehängt sowie links und rechts vom Koppelschloss Patronentaschen angehängt. Auch das Seitengewehr war am Koppelriemen befestigt. Für die Musketier-Bataillone wurde das neue Gepäck-System erst nach der A.K.O. (Allerhöchste Kabinets-Ordre) vom 7. Oktober 1847 eingeführt.
1860 erhielten die Helmadler die Aufschrift: "Mit Gott für König und Vaterland".
Herbst 1887 bis Frühjahr 1888 erfolgte die Fertigstellung der neuen Infanterieausrüstung M/87, dessen Vorzüge aus einer naturgemäßeren Lastverteilung, der Befreiung der Brust von jeglichem Druck, einem geringeren Gesamtgewicht trotz erhöhtem Munitionsvorrat, dem leichteren Um- und Abhängen und dem leichteren Schießanschlag bestanden. Das neue System lässt den Mann Lebensmittel für drei Tage mitführen. Statt des bisherigen weißleinenen Umhänge-Brotbeutel wird durch A.K.O. vom 3. März 1887 ein wasserdichter Brotbeutel aus braunem Baumwollstoff eingeführt, der am Leibgurt angehängt wird.
Im Herbst 1888 tauschen die beiden Musketier-Bataillone (I. und II.) ihr weißes Lederzeug gegen schwarzes. Fortan gibt es nur noch bei den Grenadier-Regimentern und der Garde weißes Leder. Eine Allerhöchste Ordre vom 4. Januar 1889 bestimmte, dass bei den Regimentern, deren drei Bataillone schwarzes Lederzeug führten, das Füsilier-Bataillon in III. Bataillon umbenannt werden sollten.
Das Regiment wurde dem gem. A.K.O. vom 1. Februar 1890  neuaufgestellten XVII. Armee-Korps in Danzig unterstellt und erhielt 1897 (1899?) deren Abzeichen, nämlich hellblaue Vorstöße an den roten Ärmelpatten und gelbe Schulterklappen.

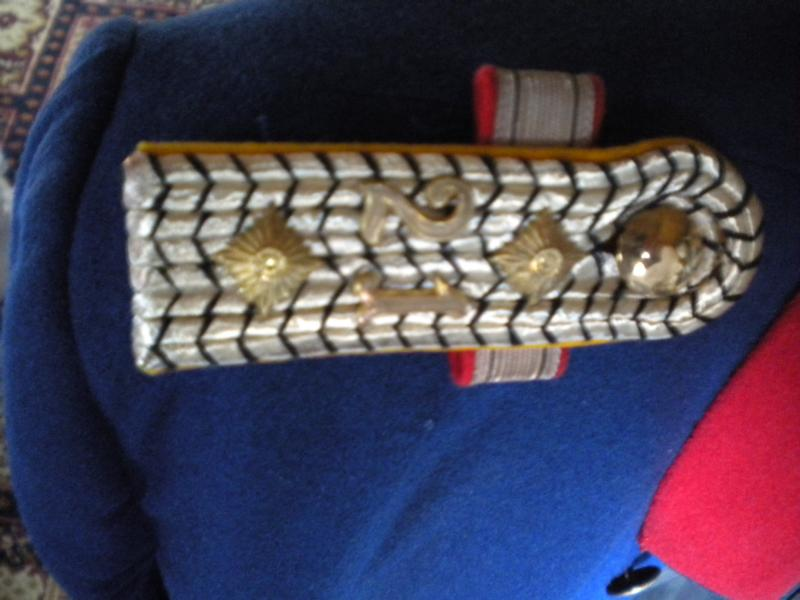
Schulterstück Hauptmann, Unterseite gelb für V., VI., XVI. und XVII. Armeekorps, IR 21 ab 1890

## Bewaffnung
Am 1. Juni 1813 wurden englische Gewehre nebst Munition vom englischen Bündnispartner über den Hafen Colberg geliefert, die bis dahin gebrauchten altpreußischen und schwedischen Waffen an die Landwehr abgegeben. Die nach dem Feldzug 1813/14 als bunte Mischung preußischer, englischer und französischer Gewehre vorhandene Bewaffnung wurde für das Regiment durch englische Gewehre vereinheitlicht.
Im November 1816 wurde das Regiment mit neupreußischen Gewehren ausgerüstet.
Einer Order vom 24. Mai 1818 nach führten die Kompanien verschiedenfarbige Säbeltroddeln ein. Dabei waren Kranz und Schieber für die 1. bis 4. Kompanie eines Bataillons in der Reihenfolge weiß – rot – gelb – hellblau ("Wir Rauchen Gerne Brasil") festgelegt und der dazwischenliegende als Eichel bezeichnete Stengel nach dem gleichen Prinzip für das 1. bis 3. Bataillon weiß  – rot – gelb. Dieses Prinzip setzte sich bis hin zu den Armeekorps fort und galt in der preußischen Armee, der des norddeutschen Bundes, des Deutschen Reiches weiterhin und dient auch bei der heutigen Deutschen Bundeswehr zur Unterscheidung der Kompanien.
1822 erhielten die Feldwebel den Offiziersdegen als Seitenwaffe.
Perkussionsgewehre wurden 1845 eingeführt. Bei diesen kam das Aufsetzen des Anzündhütchens hinzu, die Schießleistungen waren größer gegenüber den bisherigen Steinschlossgewehren.
Im Februar 1849 empfingen die Füsiliere das von Dreyse entwickelte Zündnadelgewehr, 1850 Faschinenmesser.
Im Frühjahr 1856 erhielten das I. und II. Bataillon Perkussionsgewehre mit gezogenen Läufen zum Verschießen spitzkegeliger Geschosse statt Rundkugeln (System Minié). Zwei Jahre später das Zündnadelgewehr M/41 und Faschinenmesser.
Am 18. Juli 1875 wurde das Regiment mit dem Infanterie-Gewehr M/71 ausgerüstet, welches ein kleineres Kaliber und dadurch eine höhere Geschossgeschwindigkeit und somit Reichweite hatte, zudem Metallpatronen statt der bisherigen aus Papier sowie eine einfachere Ladehandhabung durch den selbstspannenden Drehzylinderverschluss System Mauser aufwies. Statt des Tüllenbajonetts wurde ein aufpflanzbares, dem Faschinenmesser ähnliches Seitengewehr eingeführt. Ein vergleichbares Gewehr hatte die französische Armee bereits im Krieg 1870/71 mit dem Chassepot.
Der Fortschritt in der Waffentechnik machte abermals eine Neubewaffnung der Infanterie notwendig: Im Juli 1887 erhielt das Regiment das neue Gewehr M/71.84, welches unterhalb des Laufes ein Röhrenmagazin enthielt und somit das erste Repetiergewehr in der deutschen Armee war.
Noch ehe 1887 die Umrüstung des Heeres mit diesem Gewehr M/71.84 abgeschlossen war, war es veraltet. Bereits 1886 hatte Frankreich das Lebel-Gewehr eingeführt. Diese Waffe mit nochmals verkleinertem Kaliber verwand das neuartige rauchlose Nitropulver statt des bisherigen Schwarzpulvers. Vom Revanchegedanken geleitet verstärkte der westliche Nachbar Deutschlands die Truppen an seiner Ostgrenze. Unter diesem außenpolitischen Druck begann 1887 die Entwicklung des Gewehrs 88. 1890 war die Umrüstung der Regimenter abgeschlossen. Diese Eile unter Verzicht auf Truppenversuche führte zu Unfällen mit teilweise lebensgefährlichen Verletzungen. Durch Nachbesserung der Konstruktionsmängel und intensiver Schulung der Soldaten wurden die Probleme später abgestellt.
Aufgrund dieser Erfahrung wurde an der Entwicklung eines neuen Gewehrtyps gearbeitet. Das neue Modell wurde 1898 von Kaiser Wilhelm II. genehmigt, das Gewehr 98. Die Produktion begann 1900, die Umrüstung der aktiven Truppen war 1908 abgeschlossen.

## Organisation

### Benennungen
Laut A.K.O. (Allerhöchste Kabinets-Ordre) vom 1. Juli 1813 wurde aus den 1., 2. und 4. Reserve-Bataillonen des Colbergschen Regiments das 9. Reserve-Infanterie-Regiment formiert.
Gemäß A.K.O. vom 25. März 1815 sollen die seit 1813 errichteten wie auch alle zukünftig formierten Regimenter nach Stammnummern geordnet werden. Das 9. Reserve-Regiment erhält die Stammnummer "21" und heißt von da ab 21. Infanterie-Regiment.
Am 5. November 1816 erging eine A.K.O., nach welcher die Truppenteile neben der Nummer den Namen der Provinz tragen sollten, wodurch das Regiment die Bezeichnung 21. Infanterie-Regiment (4. Pommersches) erhielt.
Die Provizialbezeichnungen fallen infolge A.K.O. vom 10. März 1823 bei den Linien-Regimentern wieder fort, sodass nun die Bezeichnung 21. Infanterie-Regiment gilt.
Die A.K.O. vom 4. Juli 1860 bestimmte die folgende Regimentsbezeichnung: 4. Pommersches Infanterie-Regiment (Nr. 21). Am 7. Mai 1861 kamen die Klammern in Fortfall, das Regiment hieß fortan 4. Pommersches Infanterie-Regiment Nr. 21.
Am 27. Januar 1889, seinem Geburtstag, verlieh Kaiser Wilhelm II. dem Regiment den Ehrennamen „von Borcke“, sodass die vollständige Bezeichnung Infanterie-Regiment „von Borcke“ (4. Pommersches) Nr. 21lautet.

### Unterstellungen
- 1818–1851: II. Armee-Korps in Stettin, 4. Division, 4. Infanterie-Brigade
- 1852–1890: II. Armee-Korps in Stettin, 4. Division, 8. Infanterie-Brigade
- ab 1890: XVII. Armee-Korps in Danzig, 35. Division in Thorn, 70. Infanterie-Brigade
- ab 1915: 105. Infanterie-Division, 209. Infanterie-Brigade[56]

### Standorte
- 1813: Feldzug
- 1815: Mainz[98]
- 1818: Stab, I. Bataillon in Glogau, II. Bataillon in Schweidnitz, Füsilier-Bataillon in Liegnitz[99]
- 1819: Stab, I. Bataillon in Torgau, II. Bataillon in Eilenburg, Füsilier-Bataillon in Zeitz[100]
- 1820: Stab, II. Bataillon in Stargard in Pommern, I. Bataillon in Pyritz, Füsilier-Bataillon in Arnswalde[100]
- 1829: Stab, I. Bataillon in Stargard in Pommern, II. Bataillon in Pyritz, Füsilier-Bataillon in Kolberg[101]
- 1832: Stab, I. Bataillon in Stargard in Pommern, II. Bataillon in Pyritz, Füsilier-Bataillon in Arnswalde[102]
- 1833: Stab, I. Bataillon in Stargard in Pommern, II. Bataillon in Pyritz, Füsilier-Bataillon in Kolberg[102]
- 1846: Stab, I. und Füsilier-Bataillon in Bromberg, II. Bataillon in Schubin[103]
- 1847: Stab, I. Bataillon in Bromberg, II. Bataillon in Schneidemühl, Füsilier-Bataillon in Gnesen[103]
- 1851: Stab, I. Bataillon in Bromberg, II. Bataillon in Graudenz, Füsilier-Bataillon in Gnesen[104]
- 1856: Stab, I. und II. Bataillon in Thorn, Füsilier-Bataillon in Gnesen[105]
- 1860: Stab, I. und Füsilier-Bataillon in Gnesen, II. Bataillon in Inowrazlaw[106]
- 1864: Bromberg[107]
- 1866: Feldzug gegen Österreich
- 1870–73: Feldzug und anschließend Okkupation in Frankreich
- 1884: Stab, I. und Füsilier-Bataillon in Bromberg, II. Bataillon in Thorn[108]
- 1885: Stab und I. Bataillon in Bromberg, II. Bataillon in Graudenz, Füsilier-Bataillon in Thorn[108]
- 1887: Thorn[108] (Neubau der Kaserne im südlich der Weichsel gelegenen Stadtteil Rudak, heute von der polnischen Armee genutzt)

### Kommandeure
| Dienstgrad                  | Name                                 | Datum                                              |
| --------------------------- | ------------------------------------ | -------------------------------------------------- |
| Major                       | Johann Friedrich Wilhelm von Quednow | konnte die Stelle krankheitsbedingt nicht antreten |
| Major/Oberstleutnant/Oberst | Eduard von Reckow                    | 27. Juli 1813 bis 10. Oktober 1817                 |
| Oberstleutnant/Oberst       | August von Owstien                   | 30. März 1818 bis 17. Juni 1825                    |
| Oberst                      | Ernst von Troschke                   | 18. Juni 1825 bis 29. März 1833                    |
| Oberst                      | Wilhelm von Zastrow                  | 30. März 1833 bis 17. August 1837                  |
| Oberst                      | Martin von Korth                     | 18. August 1837 bis 16. März 1838                  |
| Oberstleutnant/Oberst       | Theodor von Prondzinski              | 30. März 1838 bis 22. März 1843                    |
| Oberstleutnant/Oberst       | Wilhelm von der Chevallerie          | 22. März 1843 bis 6. Juni 1848                     |
| Oberstleutnant              | Friedrich von Manstein               | 06. Juni 1848 bis 4. Dezember 1849                 |
| Oberstleutnant/Oberst       | Karl von Rosenberg                   | 04. Dezember 1849 bis 13. Juli 1854                |
| Oberstleutnant/Oberst       | Friedrich von Fallois                | 13. Juli 1854 bis 15. Juni 1857                    |
| Oberstleutnant/Oberst       | Ferdinand von Prondzinski            | 15. Juni 1857 bis 23. August 1860                  |
| Oberstleutnant/Oberst       | Theodor von Sausin                   | 23. August 1860 bis 3. April 1866                  |
| Oberstleutnant/Oberst       | Franz von Krane-Matena               | 03. April 1866 bis 12. September 1867              |
| Oberstleutnant/Oberst       | Eberhard von der Decken              | 25. September 1867 bis 22. Juli 1870               |
| Oberstleutnant/Oberst       | Rudolf von Lobenthal                 | 24. Juli 1870 bis 16. Oktober 1873                 |
| Oberst                      | Hermann von Kalinowsky               | 16. Oktober 1873 bis 2. Juni 1875                  |
| Oberstleutnant/Oberst       | Adolf von Feldmann                   | 02. Juni 1875 bis 16. Juni 1881                    |
| Oberstleutnant/Oberst       | Emil von Siefart                     | 16. Juni 1881 bis 14. April 1885                   |
| Oberstleutnant/Oberst       | Arthur Stieler von Heydekampf        | 14. April 1885 bis 18. Dezember 1888               |
| Oberstleutnant/Oberst       | Wilhelm von Clausewitz               | 18. Dezember 1888 bis 16. Juli 1891                |
| Oberstleutnant/Oberst       | Eduard Meske                         | 16. Juli 1891 bis 16. November 1893                |
| Oberstleutnant/Oberst       | Arnold von Behm                      | 16. November 1893 bis 22. April 1897               |
| Oberst                      | Albert von Werder                    | 22. April 1897 bis 14. Dezember 1897               |
| Oberstleutnant/Oberst       | Egmont von Versen                    | 21. Dezember 1897 bis 16. Juni 1901                |
| Oberstleutnant/Oberst       | Robert von Dobschütz                 | 16. Juni 1901 bis 22. April 1905                   |
| Oberstleutnant/Oberst       | Ludwig Cleve                         | 22. April 1905 bis 24. März 1909                   |
| Oberstleutnant/Oberst       | Arthur Mittelstaedt                  | 24. März 1909 bis 2. Mai 1912                      |
| Oberst                      | Louis (Lutz) von Dewitz              | 02. Mai 1912 bis 2. August 1914                    |
| Oberstleutnant/Oberst       | Hans Brunnemann                      | 02. August 1914 bis 3. Februar 1915                |
| Major/Oberst                | Johannes Lüdecke                     | 3. Februar 1915 bis 13. März 1919                  |